# 저주받은 로맨스
저주받은 로맨스는 웹드라마다.

## 등장 인물

### 주인공
- 김기범 : 이성준 역
- 곽지민 : 유은재 역

### 그 외 인물
- 김형종
- 이승채
- 김기두
- 김민호